# クープ
クープ（Koop）は、マグナス・ジングマークとオスカー・シモンソンからなるスウェーデンの2人組ジャズ・ユニットである。

## ディスコグラフィ

### スタジオ・アルバム
- 『サンズ・オブ・クープ』 - Sons of Koop (1997年)
- 『ワルツ・フォー・クープ』 - Waltz for Koop (2001年)
- 『クープ・アイランズ』 - Koop Islands (2006年)

### コンピレーション・アルバム
- 『best of KOOP』 - Coup de Grâce (Best of Koop 1997-2007) (2010年)